# ロベルト・ガルドシュ
ロベルト・ガルドシュ(Robert Gardos、1979年1月16日 - )は、ハンガリー・ブダペスト出身のオーストリア人卓球選手。

## 略歴
1993年のヨーロッパユース選手権で14歳の時に国際デビュー。同大会で男子シングルスと混合ダブルスを制覇。ITTFプロツアーには1997年から参加しており、2006年にチリのサンティアゴで開催された大会では男子シングルス準優勝、男子ダブルスでは優勝している。同年にはグランドファイナルにも出場した。
世界選手権には1997年のマンチェスター大会から出場し、2003年パリ大会、2004年ドーハ大会、2005年上海大会、2006年ブレーメン大会、2007年ザグレブ大会、2008年広州大会と連続出場している。
その他にもヨーロッパ選手権では2005年のオーフス大会で団体戦準優勝、2008年のサンクトペテルブルク大会ではシングルスでベスト4、ダブルスでベスト8に入るなど活躍している。
2008年の北京五輪では3位決定戦で惜しくも韓国に敗れ、メダルこそ逃したもののチームの4位という好成績に貢献した。

## プレースタイル
横回転系の独特な球質の両ハンドドライブが特徴で、フォアハンドでの引き合いの強さにも優れ、中国人選手に勝るとも劣らない。

## 主な戦績
1993年
- ヨーロッパユース選手権 カデットの部 男子シングルス 優勝 混合ダブルス 優勝

2005年
- ヨーロッパ選手権オーフス大会 男子団体 準優勝

2006年
- ITTFプロツアー・チリオープン 男子シングルス 準優勝、男子ダブルス 優勝

2007年
- ヨーロッパ選手権ベオグラード大会 男子シングルス ベスト16、男子ダブルス ベスト8

2008年
- 北京オリンピック 男子団体 4位
- ヨーロッパ選手権サンクトペテルブルク大会 男子シングルス ベスト4、男子ダブルス ベスト8、男子団体 ベスト4

2020年
- ヨーロッパトップ16 男子シングルス 3位

## 人物
- 趣味はゴルフ、読書、音楽。
- ドイツ語、ハンガリー語、スペイン語、英語の四ヶ国語を話す[1]。